# 約瑟夫·德倫堡
約瑟夫·德倫堡（法語：Joseph Derenbourg，1811年8月21日—1895年7月29日）出生於德國萊因蘭-法爾茲的美茵茲，是一位已故的歷史學家和東方研究學者。

## 生平
他在德國先取得文理中學的文憑之後，再來進入基森大學、波昂大學完成學士學位，1838年之後從德國前往法國。1851年起在亨利四世中學任教，1871年獲選為法蘭西文學院的院士，同時他也是時任的世界猶太聯盟的主席，1877年成為高等研究應用學院教授希伯來語。

## 歷史沿革
- 1869年  法國榮譽軍團勳章